# Сучанский сектор береговой обороны
Сучанский сектор береговой обороны (с мая 1940 года, с 1932 года — Сучанский укреплённый сектор, до марта 1934 года — Укреплённый район залив Америка, до мая 1940 года — Сучанский укреплённый район) — территориальное подразделение системы береговой обороны тихоокеанского побережья СССР. Оборонительные сооружения Сучанского сектора тянулись от бухты Тунгус на юге до бухты Соколовская на севере. Штаб Укрепрайона располагался в Находке.

## История
В 1932 году по приказу В. К. Блюхера для защиты Владивостока со стороны моря в составе Морских Сил Дальнего Востока (с января 1935 года — Тихоокеанский флот) был образован Приморский укреплённый район, в состав которого вошли Барабашский, Шкотовский и Сучанский укреплённые секторы. В 1933 году в бухте Врангеля была введена в строй батарея № 900. Тогда же было утверждено техническое задание для строительства батареи № 905 вблизи бухты Находка. Наряду с рядом расположенной батареей № 906 у мыса Попова они вступили в строй в 1935 году.
В 1934 году комендант Сучанского укреплённого района подчинялся РВС Морских Сил Дальнего Востока. В состав района входили Сучанский отдельный стрелковый полк, 67 отдельный пулемётный батальон, 3 взвода капонирной артиллерии, Отдельная береговая батарея № 900; береговые батареи, формируемые по плану организационных мероприятий 1934 года, № 906, 905; 61 отдельный строительный батальон, УНР-112, 8 отдельный Сучанский стрелковый полк. В 1935 году сформированы Сучанский военно-морской госпиталь, Управление Отдельного артиллерийского дивизиона в составе береговых батарей № 900, 905, 906 и отделение Главного военного порта в СУРе, минная партия, Отдельный зенитный артиллерийский дивизион в составе зенитных батарей № 81, 82, 83. В июле 1935 года в состав СУРа включён 7-й отдельный дивизион торпедных катеров.
В 1945 году Сучанский сектор береговой обороны вошёл в состав Владивостокского морского оборонительного района (ВМОР), образованного для обороны Главной базы ТОФ. В августе 1945 года Сучанский сектор состоял из 17 береговых батарей калибром от 45 до 180 мм. Кроме береговых ДОТов и ОРПК в состав Сучанского сектора входили два батальонных рубежа обороны («Екатериновка» и «Унаши»), которые перекрывали долину реки Партизанской.

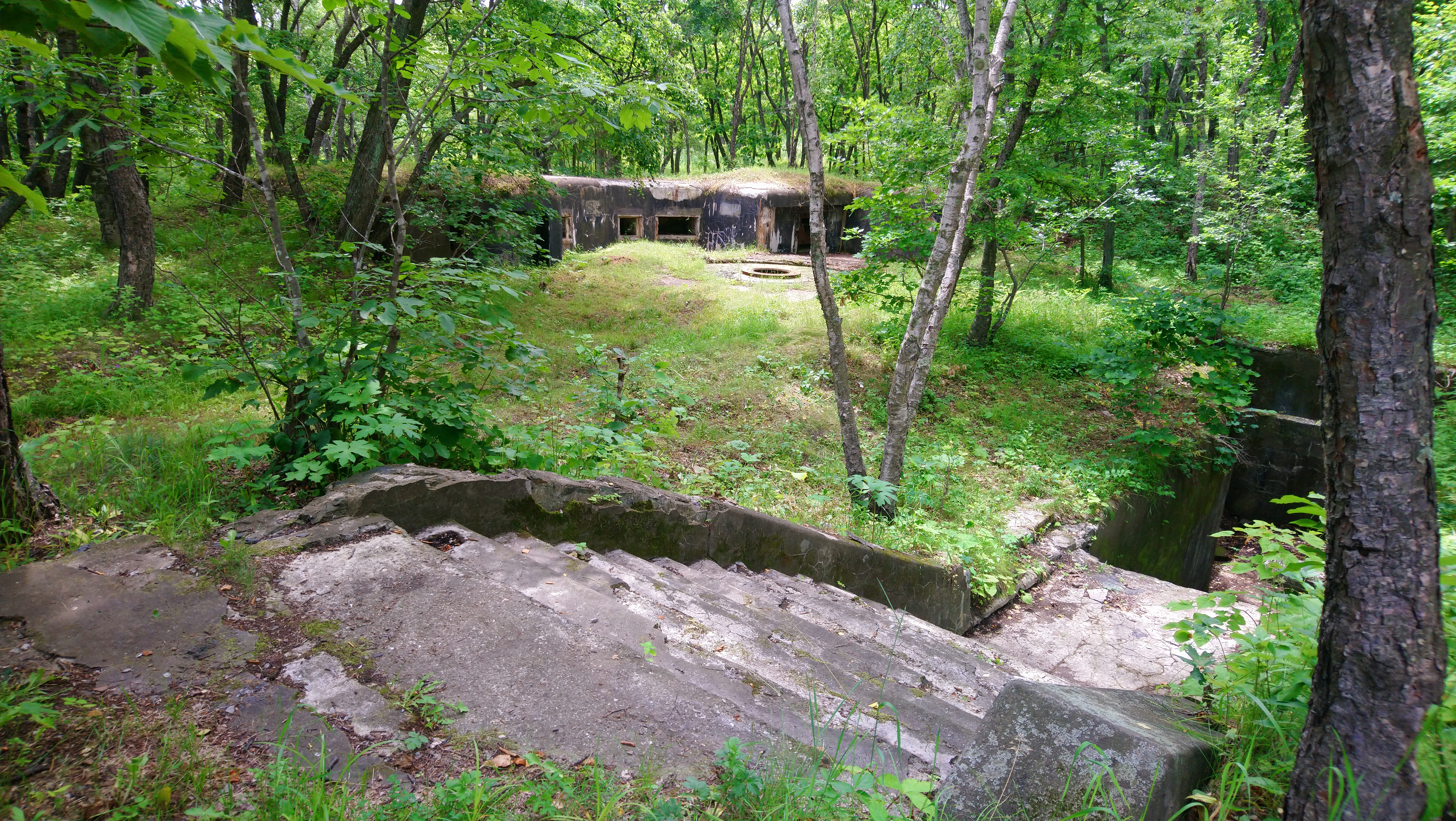
Батарея № 905
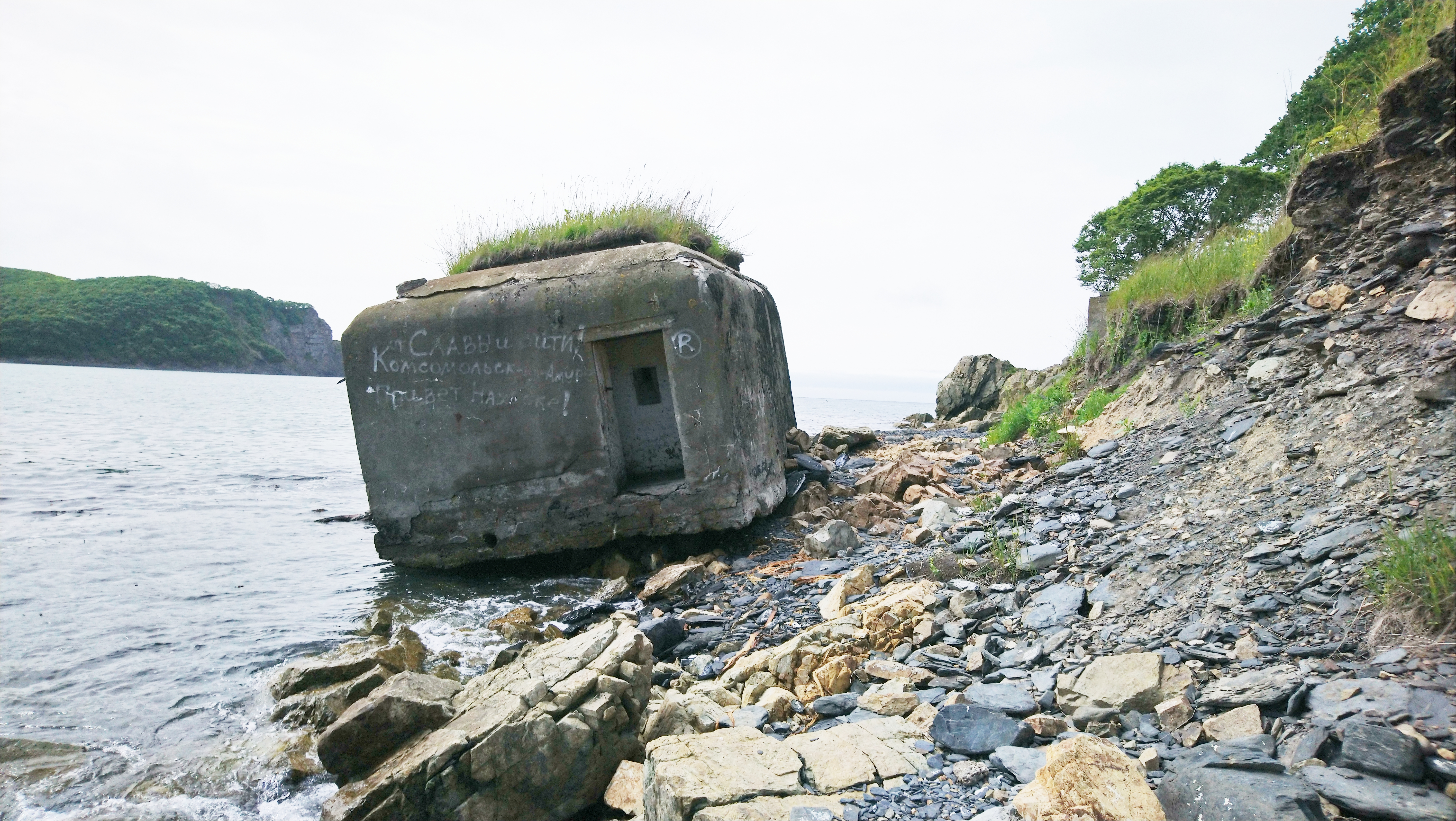
ДОТ на берегу бухты Тунгус
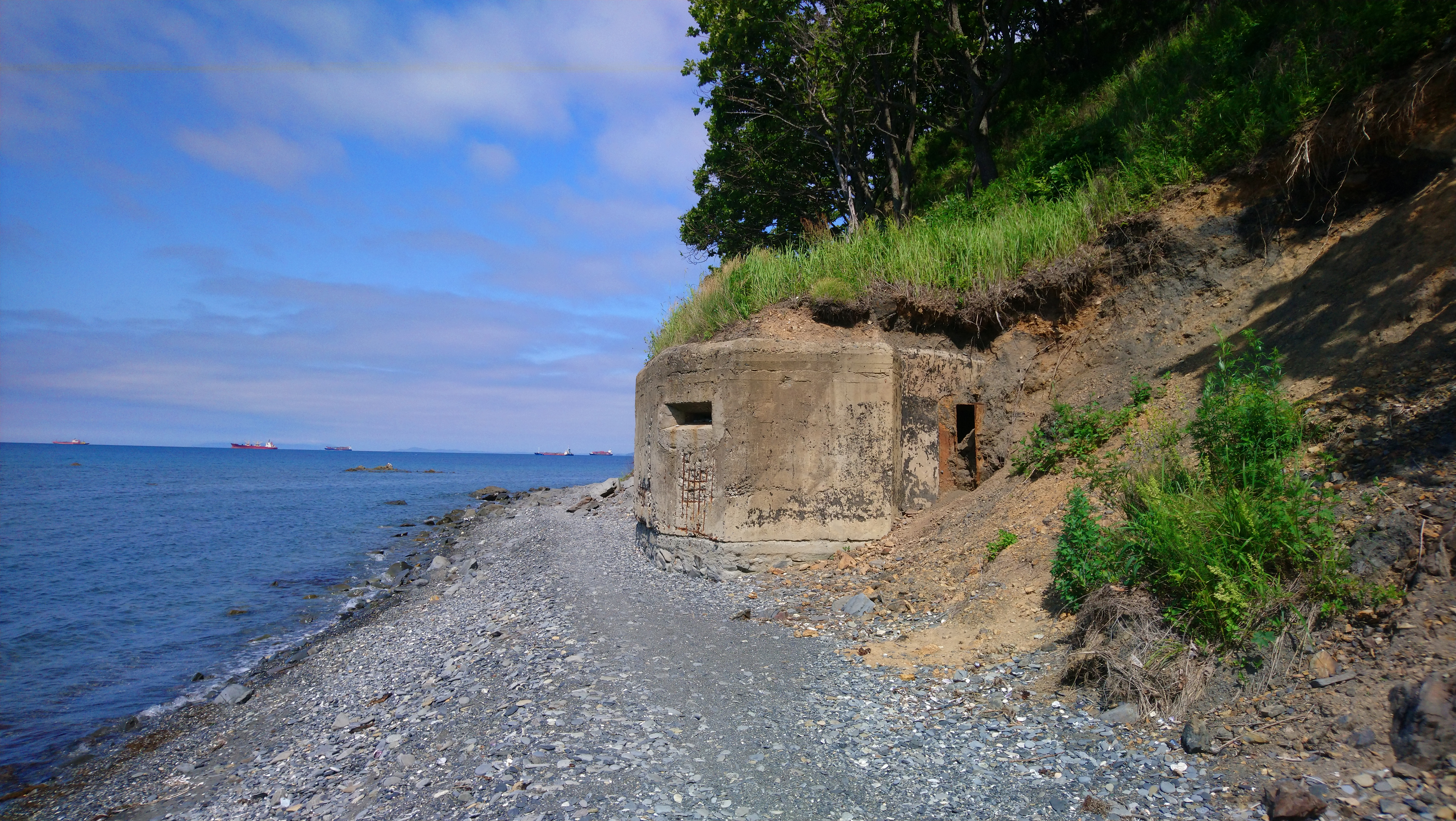
ДОТ к югу от бухты Козина